# Los Palacios
Los Palacios è un comune di Cuba, situato nella provincia di Pinar del Río e fondato nel 1760. È composto dai barrios Limones, Macurijes, Paso Real, Santa Mónica, Santo Domingo e Sierra.